# 학원 헤븐 BOY'S LOVE SCRAMBLE!
《학원 헤븐 BOY'S LOVE SCRAMBLE!》(일본어: 学園ヘヴンボーイズラブスクランブル)은 2002년 8월 2일에 스프레이에서 발매된 보이즈 러브 게임이다. PC판과 PS2판이 있는데, PC판에서 캐릭터 보이스는 없다. 2006년에 애니메이션화되었다.

## 개요
플레이 스테이션 2판은 NEC 인터채널에서 2003년 11월 27일에 CERO 18세 이상을 대상으로 한 소프트웨어로, 2004년 7월 22일에는 CERO 15세 이상을 대상으로 한 Type B 소프트웨어가 발매되고 있다. 후자는 전자에서 갬블 신 등을 삭제하고 프로그레시브 출력 및 안티 플리커 기능을 탑재하였다. 2006년 8월 31일에 발매된 염가판은 전자의 염가판으로, CERO D(17세 이상을 대상으로 함)이다.
또, 본작의 팬디스크라고도 할 수 있는 《학원 헤븐 한 그릇 더! BOY'S LOVE ATTACK!》가 플레이 스테이션 2로 인터채널에서 2005년 2월 24일부터 발매되고 있다. 본편의 Type B와 같이 CERO 15세 이상을 대상으로 하였고, 2006년 9월 28일에 염가판이 발매되었다.

## 스토리
그냥 운이 좋은 평범한 소년 이토 케이타는 어느 날 초 엘리트 학원 “벨 리버티 스쿨”에 입학을 허가받게 된다.

## 등장인물
이토 케이타(일본어: 伊藤 啓太)
성우：후쿠야마 쥰
운이 좋음만이 쓸모의 주인공. 적극적이고 순수. 1학년.
어느날 수중에 닿은 한 통의 입학 허가증을 계기로, 여러 가지 사람들과의 만남을 완수한다.
가족은 부모님과 여동생이 한 명. 남자에 비해서는 딸기와 단 것에 보는 눈이 없다.
엔도 카즈키와는 실은 어릴 적에 벌써 만나고 있지만, 그것을 케이타 본인은 잊고 있다.
신장 170cm, 5월 5일 태생의 황소자리. 혈액형은 O형.
니와 테츠야(일본어: 丹羽 哲也)
성우：코니시 카츠유키
BL학원의 학생중에서 애니메이션에서는 이토 케이타와 최초로 만난 사람이다.
문무 두 개의 길의 학생 회장(PS2판에서는 생도회장. 이하 동). 리더쉽은 있지만 학생회의 일을 게으름 피우는 것이 상.
게으름 피우고 있을 때는 대체로 해변에서 낚시나 낮잠을 자고 있는지, 운동부에 난입해 날뛰고 있는 것이 많아, 부회장 나카지마의 골머리를 썩고 있다. 나카지마와는 입학 직후에 전설이 되어 버린 정도의 큰 싸움을 했지만 당시의 학생회가 학원의 이사회와의 유착이 생겨 괴뢰 상태가 되어 있는 것을 알면 나카지마에 협력을 신청해 손을 잡고 부정을 폭로해 스스로 회장으로 취임한 무용전이 있다. 그 이후로, 학생회와 이사회는 대립관계가 남은 채로 있다.
약점은 고양이. 우미노의 집고양이인 토노사마는 천적이라고 불러야 할 존재이며, 그(?)를 무서워한 나머지 주인까지 피해서 다니고 있었기 때문에, 우미노에게는 오랫동안 미움받고 있다고 생각되고 있었다(시나리오내에서 오해는 풀 수 있다)
혼명은 임금님. 3학년. 부친은 경시청의 공안과의 형사로 고양이 싫은 것 원인이다.
신장 187cm, 8월 15일 태생의 사자좌. 혈액형은 B형.
사이온지 카오루(일본어: 西園寺 郁)
성우：카미야 히로시
용모 단려·두뇌 명석인 회계 톱.게임에서는 니와와 함께 케이타와 최초로 만난 사람이다. 어릴 적에 변질자에게 조우하고 있어 그 때의 경험으로부터 머리카락을 어깻죽지까지 펴고 있다. 친가는 유복한 옛집의 출신으로 미모는 모친양보인것 같다.
무신경한 니와를 싫어하면서 실력은 인정하고 있다. 혼명은 여왕님. 니와의 〈임금님〉에게 준해 붙일 수 있었다. 2학년.
소꿉친구 시치죠를 오른 팔로서 취급해, 항상 측에 두고 있다. 입학하자마자 시치죠와 함께 학생회 들어갔지만 니와의 디릴커시가 없음이나 시치죠와 나카지마와의 사이의 일촉즉발이라든지가 겹쳐 결국 반년도 되지 않을 때 회계부를 학생회로부터 분리해 2대조직이 되어 버렸다. 실은, 입학전에 있는 것이 계기로 이사장으로부터 시치죠와 함께 험악 관계가 되어 있는 학생회와 이사회의 사이의 조정역을 의뢰받아 그 이후로 생도회로부터 분리한 회계부는 학원내에서는 중립적인 입장에 있다. 모두에 있어 완벽같지만 운동과 노래를 부르는 것이 남의 두배 서투르다.
게임의 진행방식에 따라서는 입장이 역전하는, 유일한 인물.
신장 173cm, 2월 14일 태생의 물병 자리. 혈액형은 AB형.
엔도 카즈키(일본어: 遠藤 和希)
성우：사쿠라이 타카히로
손재주가 뛰어난 클래스 메이트. 수예부 소속으로 뜨개질 전문. 참견으로 잔걱정이 많은 성질. 1학년.
신장 178cm, 6월 9일 태생의 쌍둥이좌.혈액형은 AB형.
그의 시나리오는 뜻밖의 전개를 보이지만, 그 내용에는 모순점이나 설명 부족한 점이 많아, 오랫동안 팬의 사이에 논의되고 있다.
나카지마 히데아키(일본어: 中嶋 英明)
성우：모리카와 토시유키
냉정하고 이론파의 학생회 부회장. 그림자로 〈귀축〉·〈귀축 안경〉이라고 속삭여지는 인물.3 학년. 니와와 손을 잡아 정보 수집해 전 학생회의 부정을 폭로한 이래, 니와의 한쪽 팔로서 때에는 니와의 땡땡이버릇뇌다투어지는 날들을 보낸다. 실은 가라테의 달인으로 손을 사용하지 않고 차는 것만으로 상대를 넉다운시킨다.
신장 182cm, 11월 19일 태생의 전갈자리. 혈액형은 A형.
시치죠 오미(일본어: 七条 臣)
성우：츠보이 토모히로
사이온지의 소꿉친구. 일불 하프의 트리린갈(일불영)로 해커.보라색의 눈동자와 은빛의 머리카락으로 시선을 끄는 풍모를 하고 있다.나카지마와는 견원지간.2 학년.
샌프란시스코에서 태어나 자라, 초등 학생때에, 부모님이 이혼해 모친 에 이끌려 모친의 고향인 일본에 건넜지만 모친이 캐리어 우먼으로 다망한 때문, 호쿠리쿠에 살고 있는 외가의 조부모에게 맡겨져 현지의 초등학교에 전학갔지만 영불어권으로 태어나 자랐으므로 일본어가 전혀 이야기할 수 없는데다가에 하프라고 하는 이유로 지방 태생으로 배타적인 클래스메이트들에게 괴롭힘을 당하고 있던 곳을 사이온지가 도울 수 있던 이래, 그의 시종으로서 수행한다.케이타와 같게 단 과자를 아주 좋아하는 그 루트에서는 케이타와 카페에 들어가 파르페를 주문해 케이타에 스푼으로〈아-응〉하는 두근두근씬이 있다. 특히 건포도 아이스가 제일 좋아한다.
전캐릭터 중에서 유일, 주인공 이외(사이온지)와의 엔딩이 있다.
신장 184cm, 9월 7일 태생의 처녀자리. 혈액형은 B형.
나루세 유키히코(일본어: 成瀬 由紀彦)
성우：미키 신이치로
테니스부 주장. 요리 능숙하고 플레이 보이. 케이타에 한눈에 반했다. 영국에 유학 경험이 있어 거기서 테니스 실력과 함께 플레이 보이상이 배양해진 것 같다. 2학년.
신장 183cm, 12월 12일 태생의 궁수자리. 혈액형은 O형.
시노미야 코우지(일본어: 篠宮 紘司)
성우：오키아유 료타로
궁도부 부장겸사감. 꼼꼼하고 돌보기를 좋아하는 성격. 학생들의 엄마적 존재. 3학년. 친가가 신사로 심장이 나쁜 남동생이 있다.
신장 178cm, 1월 1일 태생의 염소자리. 혈액형은 A형.
이와이 타쿠토(일본어: 岩井 卓人)
성우：노지마 히로후미
미술부 부장. 3학년. 섬세하고 과묵. 작품 구조에 몰두해 버리는 버릇이 있어 넘어지는 일도 자주 때문에, 시노미야에 항상 걱정되고 있다. 부친이 고명한 화가로 모친이 그 애인이라고 하는 복잡한 가정환경이 불필요하게 내향적으로 되어 있다.
신장 176cm, 3월 3일 태생의 물고기자리. 혈액형은 A형.
타키 슌스케(일본어: 滝 俊介)
성우：스즈무라 켄이치
학원내의 배달가게. 특기는 마운틴 바이크. 상냥한 성격. 오사카 출신으로 칸사이 사투리. 2학년. 특기이기도 한 마운틴 바이크를 도해 교내에서 학생이나 교사까지 고객으로 해 현금 대신에 학생식당의 식권과 교환에 딜리버리의 아르바이트에 항상이라고 있다. 나루세와는 이름으로 서로 부르는만큼 사이가 좋다.
신장 167cm, 4월 1일 태생의 양자리. 혈액형은 O형.
우미노 사토시(일본어: 海野 聡)
성우：카와카미 토모코
생물 교사. 동안으로 천연. 토노사마라고 하는 고양이를 기르고 있다.
상냥한 성격으로 누구와라도 곧바로 사이 좋게 될 수 있는 특기를 가진다. 또, 상당한 덜렁이로, 언제나 실험 기구를 나누거나 마루를 침수로 하거나 한다.
연구자이기도 해, 그 연구 내용은 매우 이용가치가 높아서, 그 자신의 재능도 포함해 사이온지에 존경받고 있다.
가족은 전원 그와 같은 얼굴을 하고 있는 것 같다.
신장 156cm, 7월 20일 태생의 게자리. 혈액형은 A형.
담당 성우가 여성을 위해, 최초의 PC판(CV없음) 이외에서는 성 묘사가 존재하지 않는다(간접적인 묘사는 있다).
토노사마(トノサマ)
성우：코니시 카츠유키(드라마 CD와 TV 애니메이션만)
BL(벨 리버티)학원 이사장

### TV 애니메이션 추가 캐릭터
마츠오카 진(일본어: 松岡 迅)
성우：나리타 켄
학원의 보건의, 항상 학생들을 지켜보고 있다.학원의 OB이기도 하다. 애니메이션의 후반의 전개의 복선을 잡고 있다.
오자와 와타루(일본어: 小澤 渉)
성우：미즈시마 타카히로
오자와 카케루(일본어: 小澤 翔)
성우：타케우치 켄
테니스부에 소속하는 쌍둥이 형제. 케이타가 특별 취급 되고 있다고 믿어 버리고 있는 위로 나루세를 동경하고 있기 때문에, 케이타를 일방적으로 적대시하고 있다. 양쪽 모두 지금에 말하는 츤데레〉들어가 있다. 1학년.

## 애니메이션
《학원 헤븐 BOY'S LOVE HYPER!》는 2006년 4월 1일부터 6월 24일까지 AT-X에서 방영되었던 텔레비전 애니메이션으로, 13화작이다. AT-X에서의 방송이 호평을 받아 같은 해 7월부터 9월까지 독립 UHF국에서도 방송되었다.

### 스탭
- 원작: Spray
- 애니메이션 제작: 도쿄 키즈
- 제작: BL학원 응원부

### 주제가
- 오프닝 테마 〈school boys〉
- 엔딩 테마 〈파노라마〉

### 방영 리스트
| 화수 | 서브 타이틀                                     | 각본                              | 그림 콘티     | 연출          | 작화 감독                     |
| ---- | ----------------------------------------------- | --------------------------------- | ------------- | ------------- | ----------------------------- |
| 1    | 계절에 맞지 않는 전학생 (季節はずれの転校生)    | 타카하시 나츠코                   | 二瓶勇一      | 星野真        | 井嶋けい子                    |
| 2    | 도착한 헤븐 (たどりついたヘヴン)                | 히이로 유키나                     | 히이로 유키나 | 히이로 유키나 | 岡本真由美                    |
| 3    | 회람 편지, 흔들리는 마음 (巡る手紙、揺れる想い) | 타카하시 나츠코                   | 五月女有作    | 小林浩輔      | 와타나베 노부히로             |
| 4    | 탕연! 파란의 환영회 (湯煙!波乱の歓迎会)         | 타카하시 나츠코                   | 三宅雄一郎    | 磨積良亜澄    | 후지오카 마키                 |
| 5    | 헤븐즈 도어 (ヘヴンズ・ドア)                    | 福嶋幸典                          | 松澤建一      | 松澤建一      | 松浦仁美                      |
| 6    | 데이트 일화 (デート日和)                        | 히이로 유키나                     | 三宅和男      | 星野真        | 加藤真由子                    |
| 7    | 불행의 재처 (不安の在処)                        | 타카하시 나츠코                   | 江上潔        | 磨積良亜澄    | 岡本真由美・箕輪悟            |
| 8    | MYP전 전야(MVP戦前夜)                           | 福嶋幸典                          | 二瓶勇一      | 小林浩輔      | 中島美子                      |
| 9    | 강철의 꽃 (鋼の花)                              | 와타나베 다이스케                 | 小林一三      | 小林浩輔      | 松浦仁美                      |
| 10   | 기억의 열쇄 (記憶の鍵)                          | 타카하시 나츠코 와타나베 다이스케 | 三宅雄一郎    | 星野真        | 箕輪悟                        |
| 11   | 밝혀진 진실 (明かされた真実)                    | 福嶋幸典                          | 小林一三      | 히이로 유키나 | 岡本真由美・와타나베 노부히로 |
| 12   | 바람에 꺽이지 않는 꽃 (風に折れない花)          | 타카하시 나츠코                   | 江上潔        | 小林浩輔      | 松浦仁美・箕輪悟              |
| 13   | 약속 (約束)                                     | 히이로 유키나 타카하시 나츠코     | 三宅和男      | 磨積良亜澄    | 安田きょうこ 荒木弥緒         |

### 방송국
| 방송 지역    | 방송국      | 방송 기간                  | 방송 일시                                                |
| ------------ | ----------- | -------------------------- | -------------------------------------------------------- |
| 일본 전 지역 | AT-X        | 2006년 4월 1일 ~ 6월 24일  | 토요일 9시 00분 - 20시 00분 수요일 13시 00분 ~ 23시 00분 |
| 지바현       | 지바테레비  | 2006년 7월 1일 ~ 9월 23일  | 토요일 25시 35분 - 26시 05분                             |
| 사이타마현   | TV 사이타마 | 2006년 7월 6일 ~ 9월 28일  | 목요일 25시 30분 - 26시 00분                             |
| 교토부       | KBS 교토    | 2006년 7월 6일 ~ 9월 28일  | 목요일 25시 30분 - 26시 00분                             |
| 가나가와현   | tvk         | 2006년 7월 7일 ~ 9월 29일  | 금요일 27시 45분 - 28시 15분                             |
| 미에현       | 미에테레비  | 2006년 7월 10일 ~ 10월 2일 | 월요일 25시 30분 - 26시 00분                             |

## 무대
《〈학원 헤븐〉 뮤지컬 ~벨 리버티★프린스~》의 타이틀로 2008년 7월 25일 ~ 7월 30일까지 공연. 캐스트는 무대판 오리지널이 된다.

## 관련 아이템

### CD
- 드라마 CD 학원 헤븐 ~미래는 너의 것~
- 드라마 CD 학원 헤븐 2 ~무적의 3년생~
- 드라마 CD 학원 헤븐 2 ~강한 2년생~
- 드라마 CD 학원 헤븐 2 ~Welcome to HEAVEN!~
- 학원 헤븐 보컬 앨범 ~SONG!MVP~
- 학원 헤븐 맥시 싱글 ~BITTER CHOCOLATE~
- 학원 헤븐 맥시 싱글 ~SWEET CANDY~
- 드라마 CD 학원 헤븐 3 ~Happy☆파라다이스~
- DJCD BL학원 방송부 ~베루☆라지~